# Aviators de Las Vegas
Les Aviators de Las Vegas (en anglais : Las Vegas Aviators) sont une équipe professionnelle de baseball, de niveau triple-A, basée à Las Vegas, dans l'État américain du Nevada. Affiliés depuis 2019 à la formation de baseball majeur des Athletics d'Oakland, les Aviators évoluent dans les ligues mineures en ligue de la côte du Pacifique. Fondée en 1983 sous le nom des Stars de Las Vegas, la formation adopte le nom des 51s de Las Vegas en 2001 avant de prendre l'actuel en 2019 et évolue depuis cette même année au Las Vegas Ballpark (en) (10 000 places).

Ancien logo des 51s de Las Vegas (2001-2018)

Le nom de l'équipe fait référence au pionnier de l'aviation Howard Hughes. Le logo de l'équipe représente un pilote portant un casque de vol composé des couleurs bleu marine, orange, mandarine, or, jaune et gris. 

## Histoire

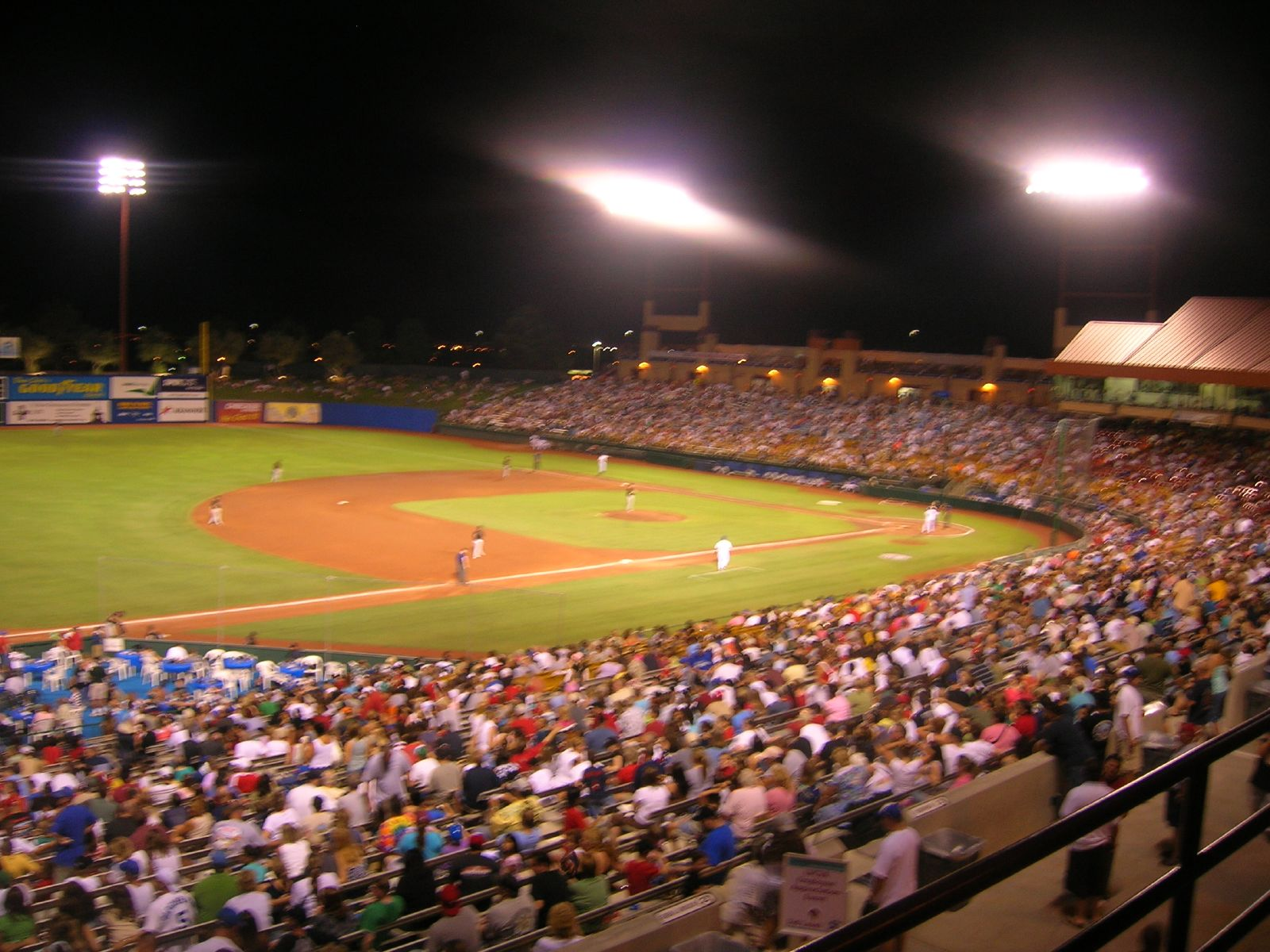
Le Cashman Field (1983–2018)

Le club est fondé en 1983 au niveau triple A en Pacific Coast League. Affilié avec les Padres de San Diego de 1983 à 2000, le club rejoint l'organisation des Dodgers de Los Angeles  en 2001. À cette occasion, les Stars de Las Vegas deviennent les 51s de Las Vegas. L'équipe tient son nom de la Zone 51 (situé dans le désert à environ 80 miles au nord de Las Vegas), et le logo représente un alien « gris » censé habiter cette base selon les ovniologues. En 2019, les Aviators s'affilient aux Athletics d'Oakland.
Les Aviators ont été deux fois champion de la Pacific Coast League (sous le nom des Stars) en 1986 et 1988.
De 1983 à 2019 l'équipe jouait au Cashman Field (9 334 places). Depuis 2019, elle joue au Las Vegas Ballpark (10 000 places).

## Palmarès
- Champion de la Pacific Coast League (AAA) : 1986, 1988